# Melampsoridium aceris
Melampsoridium aceris är en svampart som beskrevs av Jørst. 1959. Melampsoridium aceris ingår i släktet Melampsoridium och familjen Pucciniastraceae.   Inga underarter finns listade i Catalogue of Life.